# Клембівка
Клембі́вка — село в Україні, у Ямпільській міській громаді Могилів-Подільського району Вінницької області. Населення становить 3406 осіб станом на 01.07.2024 р.
Центр української народної вишивки, ткацтва і килимарства.

## Історія
Перші відомості про Клембівку відносять до XVI століття (1580), коли поселення було торговим центром, єдиним на Поділлі осередком розвитку каменотесних промислів. Вироби місцевих ремісників повсюди мали великий попит. Клембівка мала торгові зв'язки з Римом і Венецією з постачання «золотої» подільської пшениці. Після Люблінської унії Клембівка ввійшла до Брацлавського воєводства.
На початку 1651 року шляхетське військо рушило на Клембівку. У ніч на 6 березня воно увірвалося до села, пограбувало селян, зруйнувало будинки, винищило майже 1000 осіб. Внаслідок цього Клембівка довго залишалася запустілою і відродилася вже як незначне село.
Село згадується в писемних джерелах початку XVII ст. 1896 року відбулося заворушення селян. Виступали селяни й у 1905 та 1906 роках.
7 (20) листопада 1917 року, відповідно до Третього Універсалу Української Центральної Ради, увійшло до складу Української Народної Республіки.
Багато мешканців села у 1918 році вступили до партизанського загону Ф. Ю. Криворучка.
Поблизу Клембівки виявлено городище та курганний могильник часів Давньої Русі.
Клембівка — село, яке лежить по обидва береги річки Русави (притока Дністра), за 20 км від районного центру, за 35 км від залізничної станції Вапнярка.
В Клембівці працює відома фабрика художніх виробів «Жіноча праця», заснована 1870 року. Її вироби знають далеко за межами нашої країни. 35 робітницям надано звання майстра народної творчості. 1968 року на Лейпцизькому ярмарку фабрика відзначена золотою медаллю.
Село Клембівка  Ямпільського району Вінницької області цікаве тим, що у ньому яскраво розвинена подільська вишивка про яку знає весь світ. Ще у 1892 році Михайло Коцюбинський писав про вишиванки селянок з Поділля на виставці у Чикаго. А в 1902 році клембівська вишивка виходить на міжнародний  ринок збуту, її продають в Англії, Німеччині, Данії.
Для клембівських виробів характерна вишивка шовком, золотом, сріблом. Відгомін тих загадкових сюжетів  дійшов до сьогоднішнього дня у художніх виробах сільських майстринь: рушниках, килимах, блузах, сорочках. Клембівські майстрині із покоління у покоління передають своє вміння та талант. Їхні роботи неодноразово відзначались золотими медалями на міжнародних виставках. Сорочки, вишиті  клембівськими майстринями, носять відомі люди в Україні та далеко за її межами.
Територіальна громада села піклується про збереження традицій подільської вишивки: створюється сільський Будинок народної творчості, розвивається сільський туризм, активно працюють майстрині — надомниці.                                      
В селі живе лауреат Шевченківської премії 2009 року з народного малювання В. А. Наконечний, працюють п'ять майстрів народної творчості, п'ятнадцять майстринь народної вишивки.
12 червня 2020 року, відповідно до Розпорядження Кабінету Міністрів України № 707-р «Про визначення адміністративних центрів та затвердження територій територіальних громад Вінницької області», увійшло до складу Ямпільської міської громади.
17 червня 2020-го року селище сильно постраждало від потужної зливи, було підтоплено будинки й залито колодязі та ділянки.
19 липня 2020 року, в результаті адміністративно-територіальної реформи та ліквідації Ямпільського району, село увійшло до складу Могилів-Подільського району.

## Населення
Згідно з переписом УРСР 1989 року чисельність наявного населення села становила 4346 осіб, з яких 1908 чоловіків та 2438 жінок.
За переписом населення України 2001 року в селі мешкало 3835 осіб.

### Мова
Розподіл населення за рідною мовою за даними перепису 2001 року:
| Мова       | Відсоток |
| ---------- | -------- |
| українська | 99,17 %  |
| російська  | 0,70 %   |
| молдовська | 0,08 %   |

## Відомі люди
- Параска Березовська, Ксенія Горобець, Марія Коржук — вишивальниці.
- Петро Кравчик (уродженець села), Віктор Наконечний, Віктор Крижанівський, Тетяна Дєдова — художники.
- Григорій Калетнік — народний депутат України від Партії регіонів.
- Махнюк Валентина Михайлівна (* 1967) — доктор медичних наук, професор.
- Мельник Олександр Анатолійович (? — 2022) — старший матрос Збройних сил України, відзначився у ході російського вторгнення в Україну.